# U-15 (tàu ngầm Đức) (1936)
U-15 là một tàu ngầm duyên hải  Lớp Type II thuộc phân lớp Type IIB được Hải quân Đức Quốc Xã chế tạo trước Chiến tranh Thế giới thứ hai sau khi bãi bỏ những điều khoản của Hiệp ước Versailles vốn cấm Đức sở hữu tàu ngầm. Những tàu ngầm Type II vốn quá nhỏ để có thể tiến hành các chiến dịch cách xa căn cứ nhà, nên U-15 đã đảm nhiệm vai trò tàu huấn luyện tại các trường tàu ngầm Đức. Được huy động do tình trạng thiếu hụt tàu ngầm sau khi xung đột bùng nổ, nó thực hiện năm chuyến tuần tra và đánh chìm ba tàu buôn với tổng tải trọng 4.532 tấn. U-15 bị mất sau tai nạn va chạm với một tàu phóng lôi tại Bắc Hải vào ngày 30 tháng 1, 1940

## Thiết kế và chế tạo
Phân lớp Type IIB là một phiên bản mở rộng của Type IIA trước đó. Chúng có trọng lượng choán nước 279 t (275 tấn Anh) khi nổi và 328 t (323 tấn Anh) khi lặn); tuy nhiên tải trọng tiêu chuẩn được công bố chỉ có 250 tấn Anh (254 t). Chúng có chiều dài chung 42,70 m (140 ft 1 in), lớp vỏ trong chịu áp lực dài 28,20 m (92 ft 6 in), mạn tàu rộng 4,08 m (13 ft 5 in), chiều cao 8,60 m (28 ft 3 in) và mớn nước 3,90 m (12 ft 10 in).
Chúng trang bị hai động cơ diesel MWM RS 127 S 6-xy lanh 4 thì công suất 700 mã lực mét (510 kW; 690 shp) để đi đường trường và hai động cơ/máy phát điện Siemens-Schuckert PG VV 322/36 tổng công suất 460 mã lực mét (340 kW; 450 shp) để lặn, hai trục chân vịt và hai chân vịt đường kính 0,85 m (3 ft). Các con tàu có thể lặn đến độ sâu 80–150 m (260–490 ft). Chúng đạt được tốc độ tối đa 12 kn (22 km/h) trên mặt nước và 6,9 kn (12,8 km/h) khi lặn,  với tầm hoạt động tối đa 3.800 nmi (7.000 km) khi đi tốc độ đường trường 8 kn (15 km/h), và 35–42 nmi (65–78 km) ở tốc độ 4 kn (7,4 km/h) khi lặn.
Vũ khí trang bị bao gồm ba ống phóng ngư lôi 53,3 cm (21 in) trước mũi, mang theo tổng cộng năm quả ngư lôi hoặc cho đến 12 quả thủy lôi TMA. Một pháo phòng không 2 cm (0,79 in) cũng được trang bị trên boong tàu. Thủy thủ đoàn bao gồm 25 sĩ quan và thủy thủ.
U-15 được đặt hàng vào ngày 2 tháng 2, 1935. Nó được đặt lườn tại xưởng tàu của hãng Deutsche Werke tại Kiel vào ngày 24 tháng 9, 1935, hạ thủy vào ngày 15 tháng 2, 1936, và nhập biên chế cùng Hải quân Đức Quốc Xã vào ngày 7 tháng 3, 1936 dưới quyền chỉ huy của Hạm trưởng, Trung úy Hải quân Werner von Schmidt.

## Lịch sử hoạt động
U-15 đã đảm nhiệm vai trò tàu huấn luyện tại các trường tàu ngầm Đức. Được huy động do tình trạng thiếu hụt tàu ngầm sau khi xung đột bùng nổ, nó thực hiện được năm chuyến tuần tra trong chiến tranh, đánh chìm ba tàu buôn với tổng tải trọng 4.532 tấn. 
Vào ngày 30 tháng 1, 1940, nó gặp tai nạn bị tàu phóng lôi Iltis húc trúng và đắm ở vị trí về phía Bắc Heligoland, tại tọa độ 54°24′B 7°50′Đ / 54,4°B 7,833°Đ. Toàn bộ 25 thành viên thủy thủ đoàn trên tàu đều thiệt mạng.

### Tóm tắt chiến công
U-15 đã đánh chìm ba tàu đối phương với tổng tải trọng 4.532 gross register tons (GRT):
| Ngày              | Tên tàu  | Quốc tịch | Tải trọng | Số phận      |
| ----------------- | -------- | --------- | --------- | ------------ |
| 10 tháng 9, 1939  | Goodwood | Anh Quốc  | 2.796     | Bị đánh chìm |
| 21 tháng 10, 1939 | Orsa     | Anh Quốc  | 1.478     | Bị đánh chìm |
| 28 tháng 12, 1939 | Resercho | Anh Quốc  | 258       | Bị đánh chìm |